# Iruquerê

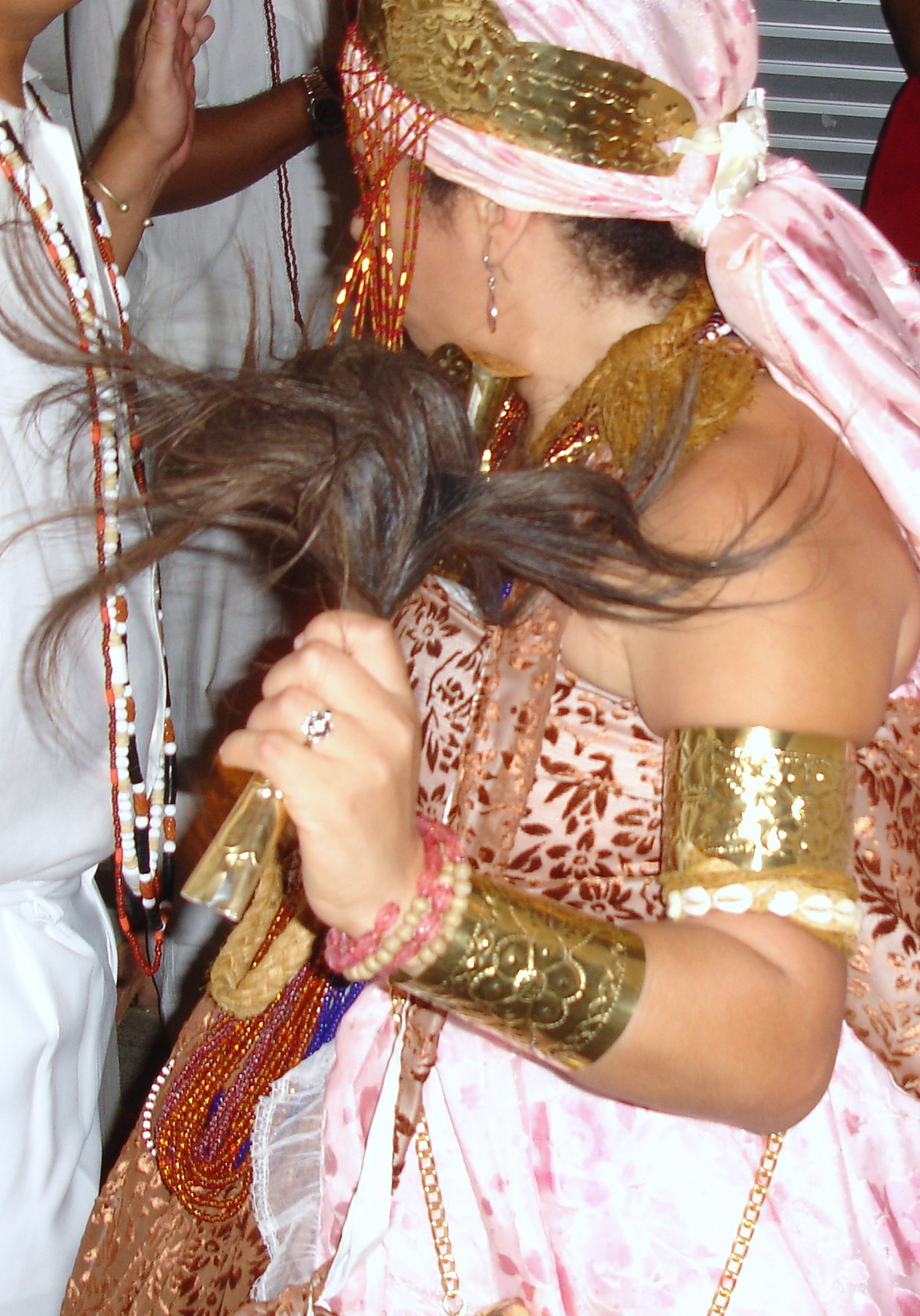
Eruquerê sendo portado por orixá

Iruquerê (em iorubá: ìrùkèrè), eruquerê (em iorubá: erukẹrẹ), eiru e iruexim  são apetrechos da cultura afro-brasileira, inerentes ao orixás Oiá, Iansã e Oxóssi, sendo utilizados também no ritual do axexê. Confeccionados com cauda de boi, de búfalo ou de cavalo, têm as finalidades de: afastar os espíritos para o seu espaço sagrado; eliminar as adversidades da comunidade; e de atrair a fartura e prosperidade. Na África, os babalaôs e nobres os usam como símbolos de status, utilizando-os também para espantar moscas.